# Kisszulin
Kisszulin (más néven Palocsaszulin, szlovákul: Malý Sulín) Szulin településrésze, 1960-ig önálló falu Szlovákiában, az Eperjesi kerület Ólublói járásában.

## Fekvése
Ólublótól közúton 23 km-re északkeletre, a lengyel határ mellett, a Poprád bal partján fekszik. Szulin keleti, a folyó partján fekvő részét képezi.

## Története
Kisszulint a 16. század végén a Palocsai Horváth család alapította a palocsai uradalom területén. A környék egyik legfiatalabb települése. 1600-ban „Zulin (Noua villa)” néven említik először, ekkor már 10 ház állt a községben. Nem sokkal korábban a vlach jog alapján ruszinokkal telepíteték be. Lakói kezdetben adómentességet kaptak. 1787-ben 22 ház állt a községben melyet 136-an laktak.
A 18. század végén Vályi András így ír róla: „SZULIN. Orosz falu Sáros Várm. földes Ura B. Palotsay Uraság, lakosai többen ó hitüek, fekszik Sztarinához nem meszsze; határja meglehetős.”
1822-ben lakói fellázadtak a súlyos robotterhek ellen. 1828-ban 27 háza volt 217 lakossal, akik főként mezőgazdasággal és erdei munkákkal foglalkoztak, de később sokan Ólubló, Poprád, Kassa és Liptószentmiklós üzemeiben dolgoztak.
Fényes Elek 1851-ben kiadott geográfiai szótárában így ír a faluról: „Szulin (Palocsa), orosz falu, Sáros vmegyében, a Poprádhoz közel, Szepes vmegye és Galliczia szélén: 215 g. kath. lak., savanyúviz-forrással. F. u. b. Palocsai Horváth.”
1869-ben 263, 1880-ban 278, 1890-ben 268 lakos élt itt. 1910-ben 289, túlnyomórészt ruszin lakosa volt. A trianoni diktátum előtt Sáros vármegye Héthársi járásához tartozott.
1960-ban Nagyszulinnal egyesítették Szulin néven.

## Külső hivatkozások
- Kiszulin Szlovákia térképén

## Lásd még
- Szulin
- Nagyszulin